# Max Havelaar
Max Havelaar în Indiile Olandeze (in engleză Max Havelaar, or the Coffee Auctions of the Dutch Trading Company, în neerlandeză Max Havelaar, of de koffi-veilingen der Nederlandsche Handel-Maatschappy) este un roman de Multatuli (pseudonimul literar al lui Eduard Douwes Dekker) apărut în 1860. Cartea a jucat un rol cheie în reformarea politicilor coloniale olandeze din Indiile Olandeze de Est în secolul al XIX-lea și începutul secolului XX. Protagonistul cărții, Max Havelaar, încearcă să lupte împotriva sistemului guvernamental corupt din insula Java, colonie olandeză la momentul respectiv.

## Context
La mijlocul secolui al XIX-lea controlul colonial al Indiilor Olandeze de Est (Indonezia de azi) a fost preluat de către Guvernul olandez de la Compania Olandeză a Indiilor de Est (VOC) din cauza falimentului acesteia. Pentru a crește profitul, guvernul colonial olandez a implementat o serie de politici numite Sistemul de Cultivare (în olandeză cultuurstelsel), care cerea fermierilor indonezieni să crească cota pe care o dăteau pentru culturile comerciale precum zahăr și cafea, în loc să permită cultivarea alimentelor de bază, precum orez. În același timp, guvernul colonial a implementat un sistem de colectare a taxelor în care agenți care colectau taxele erau plătiți prin comision, în functie de cât colectau. Combinarea acestor două strategii a cauzat o răspândire mare a abuzurilor puterii coloniale, în special în insulele Java și Sumatra, ducând la sărăcie extremă și foamete printre fermierii indonezieni. Colonia era guvernată cu un număr minim de soldați și oficiali guvernamentali. Foștii conducători și-au menținut puterile absolute și controlul asupra nativilor, o strategie comună folosită de multe țări europene colonizatoare. 
În plus, statul olandez câștiga o sumă mare de bani și din vânzarea opiumului către nativii indonezieni, această afacere fiind mult mai veche, încă din timpul administrației VOC. La acel moment, opiumul era singurul calmant eficient împotriva durerii și o mare parte din nativi era dependentă de acesta. Acest factor a dus și mai mult la sărăcirea populației, perioada fiind numită și "regimul opium". Pentru a distinge opiumul legal de cel ilegal, era adăugat un agent în el. Dacă era descoperit, un traficant de opium risca o pedeapsă foarte severă. 
Multatuli a scris Max Havelaar ca un protest împotriva acestor practici coloniale, dar un alt scop a fost acela de a se reabilita după ce și-a dat demisia din serviciul guvernamental. În ciuda unui stil literar foarte abrupt, cartea a dus la conștientizarea problemei coloniale de către europenii din Europa, la conștientizarea faptului că bunăstarea lor este rezultatul suferinței unor oameni în altă parte a lumii. Această conștientizare a dus în final crearea noului cod de Politici de Etică prin care Guvernul Olandez a încercat "să își plătească" datoria către nativii din colonii, oferind educație anumitor categorii, în general elitelor loiale guvernului colonial. 

## Ediții
Editarea cărții a început în 1860 și a fost publicată sub titlul "Max Havelaar, of De koffi-veilingen der Nederlandsche Handel-Maatschappy". În timpul vieții lui Dekker au fost publicate șase ediții în Țările de Jos, la trei edituri diferite. Dekker a avut o contribuție semnificativă și la prima traducere a cărții în engleză. După moartea lui Dekker au fost publicate alte numeroase reeditări ale cărții. 
În România, cartea a fost publicată în 1967 sub titlul "Max Havelaar în Indiile Olandeze" la Editura pentru Literatură, în cadrul colecției Biblioteca pentru toți, în traducerea lui H.R. Radian.

## Filmul
Romanul a fost ecranizat în 1976 de către Fons Rademakers în cadrul unui parteneriat Olandezo-Indonezian. Filmul Max Havelaar nu a fost distribuit în Indonezia până în 1987.